# 쿠야호가강
쿠야호가강(Cuyahoga River)은 오하이오 북동부에 위치한 강으로, 클리블랜드 시를 양분하고 이리호로 흘러들어간다.
클리블랜드가 주요 제조업 중심지로 부상하면서 강은 산업 오염으로 심하게 영향을 받았고, 최소 14번이나 불이 붙었다. 1969년 6월 22일에 불이 났을 때, 이 사건에 대한 뉴스 보도는 미국 환경 운동을 촉발하는 데 기여했다. 많은 미국인들에게 쿠야호가강의 화재는 당시 많은 미국 도시에서 도시의 황폐화와 환경 위기를 연결하는 데 도움이 되었다. 그 이후로 강은 클리블랜드 시 정부와 오하이오 환경보호청 (OEPA)의 노력으로 광범위하게 정화되었다. 2019년, American Rivers 보존 협회는 "50년간의 환경 회복"을 기념하여 쿠야호가강을 "올해의 강"으로 지정했다.
2025년에는 고지 댐과 하구 사이의 강이 국립 레크리에이션 트레일의 일종인 국립 수상 트레일로 지정되었다.

## 어원
쿠야호가(Cuyahoga)라는 이름은 모호크족의 모호크어: Cayagaga에서 "구불구불한 강"을 의미하는 것으로 여겨지지만, 모호크족은 유럽 정착민들과 함께 이 지역에 살았던 적이 없으므로 이 설명은 의문스럽다. 일부는 이 이름이 세네카족의 "턱뼈"를 의미하는 단어에서 유래했다고 생각한다. 그러나 이 설명은 모호크족의 설명만큼이나 불확실하다. 세네카어에서 가까운 단어는 세네카어: Gayó'ha'geh로, "턱에"를 의미한다. 강물의 구부러진 형태는 동물의 턱뼈와 막연하게 닮았다. 유럽인들이 한때 이 강을 그렇게 부르고 싶었을 수도 있지만, "쿠야호가"라는 이름이 더 널리 퍼지면서 민간어원이 개입하여 실제로는 존재하지 않던 두 이름 사이에 우연한 연결 고리가 생겼을 가능성이 있다.
이 지역이 프랑스의 통제하에 있던 시기의 초기 지도에는 웬다트족이 유일한 부족이었음에도 불구하고 이 강을 "쿠야호가"라고 표시했는데, 웬다트어로 이 강을 나타내는 이름은 언어 오류(wyn): Yažaʔyeh이다.

### 발음
"Cuyahoga"의 정확한 발음은 논쟁의 여지가 있다. /ˌkaɪ.əˈhɒɡə/ 또는 /ˌkaɪ.əˈhoʊɡə/로 발음될 수 있다.

## 강 코스
쿠야호가 유역은 햄든 (오하이오주)에서 100-마일 (160 km) 길이의 여정을 시작하며, 버턴의 이스트 브랜치 쿠야호가강과 웨스트 브랜치 쿠야호가강의 합류점까지 남쪽으로 흐르며 공식적으로 쿠야호가강이 시작된다. 강은 84.9-마일 (136.6 km) 길이의 여정을 계속하여 애크런과 카이어호가폴스까지 남쪽으로 흐르다가 급격히 북쪽으로 꺾여 북부 서밋군과 남부 쿠야호가군의 쿠야호가밸리 국립공원을 통과한다. 그런 다음 인디펜던스, 밸리 뷰, 쿠야호가 하이츠, 뉴버그 하이츠 및 클리블랜드를 거쳐 북쪽 종점인 이리호로 흘러들어간다. 쿠야호가강과 그 지류는 6개 카운티의 일부 지역에 있는 813 제곱마일 (2,110 km2)의 토지를 배수한다.
이 강은 비교적 최근의 지질학적 형성으로, 마지막 빙하기 동안 빙상 전진과 후퇴에 의해 형성되었다. 10,000년에서 12,000년 전에 발생한 최종 빙하 후퇴는 애크런 근처의 배수 패턴에 변화를 가져왔다. 이러한 패턴의 변화로 인해 원래 남쪽으로 흐르던 쿠야호가강은 북쪽으로 흐르게 되었다. 새로 역전된 흐름이 이리호 쪽으로 흐르면서 강은 후퇴하는 빙상이 남긴 빙퇴석 주변을 따라 길을 개척했고, 그 결과 강은 구불구불한 U자형을 이루게 되었다. 이러한 굽이침은 강의 길이(직선으로 여행하면 50km에 불과했다)를 수원에서 하구까지 160km에 이르는 긴 여정으로 늘렸다. 강의 깊이는 (아래에 명시된 경우를 제외하고) 3 to 6 ft (1 to 2 m) 범위이다.

## 역사
이 강은 1795년부터 오하이오 영토에서 북서 인디언 전쟁을 종식시킨 그린빌 조약에 따라 "그린빌 조약선"이 지나가는 특징 중 하나였으며, 효과적으로 미국의 서쪽 경계가 되었고 잠시 동안 그렇게 남아 있었다. 1796년 7월 22일, 코네티컷 서부 예비군을 탐험하도록 위임받은 측량사 모세스 클리블랜드가 쿠야호가강 하구에 도착하여 그곳에 정착지를 세웠고, 이것이 클리블랜드 시가 되었다.

### 아메리카 원주민
고대에 이 강은 우드랜드 시대에 호프웰과 관련된 마운드 건축 문화의 한 지류가 거주했던 것으로 보인다. 이 지역에는 쿠야호가강 상류를 따라 사는 오하이오 호프웰 복합체와 강 서쪽 강둑 및 이리호 연안을 따라 인접한 쿠튀르 복합체가 포함되었으며, 후자에 대해서는 거의 알려진 바가 없다. 정식으로 발굴된 유일한 마운드는 켄트 외곽의 타우너 마운드였는데, 이는 노스 벤턴, 오하이오 및 워렌, 펜실베이니아에서 발굴된 다른 두 마운드와 건설 방식이 동일하며 뉴욕 호프웰 지류와 관련이 있다. 이로쿼이족은 에리족이 처음 서부 펜실베이니아로 이주했을 때 마운드 건축 민족을 몰아냈다고 말하는데, 이는 호프웰 문화가 붕괴된 후 수백 년 동안 그러한 민족의 연속성을 보여줄 수 있다. 다른 여러 의심되는 마운드들도 알려져 있으며, 1790년대 이후로 여러 의심되는 마운드들이 산업에 의해 파괴되었다. 호프웰 문화는 서기 4세기 초부터 쇠퇴하기 시작했다. 중간 시기 이후, 오하이오의 미시시피 문화 시대 포트 에인션트 문화로 대체되었는데, 그 극동 북동부에는 쿠야호가강 상류가 포함되었다.
17세기에 프랑스인들이 오대호 지역을 처음 탐험하고 지도에 그리기 시작했을 때, 오하이오 북부 전체 지역은 이리족에 속했던 것으로 보이지만, 고고학적으로는 호숫가에 버려진 마을만 보았고 주민들을 만난 적이 없는 프랑스인들이 착각했다는 것이 밝혀졌다. 쿠야호가강 계곡 전체와 그 서쪽은 실제로 백인들에게 한 번도 마주치지 않은 것으로 추정되는 알고이안족인 위틀시 문화의 소유였다. 이들은 비버 전쟁(1630-1701) 중에 파괴되었다. 그 후, 이로쿼이족은 이 지역에 붙잡힌 휴런족을 배치했는데, 이들은 나중에 프랑스가 미시시피강의 여러 원주민 부족을 도와 이로쿼이족을 현재의 피츠버그까지 밀어내자 해방되어 독자적인 부족인 웬다트족을 형성했다.
웬다트족은 쿠야호가강에서 펜실베이니아주 경계까지, 그리고 마호닝강에서 이리호까지의 전 지역을 부족 공동의 사냥터로 지정하여 이 지역의 모든 부족(웬다트족, 레나페족, 쇼니족, 세네카족)이 정기적으로 이용할 수 있도록 했다. 이리호 서쪽 끝에 살았으며 이로쿼이족에 의해 현재의 디트로이트 부근에 배치된 아나시나아베그족이 비슷한 상황에서 형성된 오타와족은 부족의 거리 때문에 이 지역에 공동체를 세우는 것이 허용되었던 것으로 보이며, 현재의 코니아우트에서 한 곳이, 쿠야호가강을 따라 여러 곳이 확인되었다. 그러나 이 시기에 쿠야호가강을 따라 있던 모든 마을이 오타와족의 것이 아니었음이 역사적으로 확립되었으며, 스트리츠보로 주변에는 빅 존이라는 추장의 세네카족 공동체가 있었고, 근처에 일부 웬다트족도 있었을 수 있다.
북서 인디언 전쟁 (1785-1795) 동안 오하이오의 모든 부족은 정착을 위해 오하이오 대부분을 포기하라는 명령을 받았고, 이는 리틀 터틀이라는 전쟁 추장 아래 오대호 지역의 모든 부족의 대규모 군사 반란으로 이어졌으며, 대부분의 전투는 오하이오-인디애나 경계를 따라 발생했다. 이 시기에 오타와족들 사이에서 선교를 설립하려던 일부 모라비아 선교사들은 갈등 때문에 경고를 받고 떠났고, 그래서 그들은 필게루라는 곳에서 오하이오 북동부의 오타와족들 사이에 정착하기로 결정한 것으로 보이지만, 이 지역의 모든 마을이 오타와족의 것이라고 잘못 기록했다. 전쟁 후, 군대는 원주민들에게 이 지역을 떠나라고 명령했지만, 대부분은 정착 초기 수십 년 동안 머물렀고, 지역 원주민들 중 마지막은 1811년에서 1813년 사이에 떠나기 전에 쿠야호가강 계곡에 집중했다. 일부는 남부 오하이오로 가서 테쿰세의 형제의 범인디언 컬트에 합류했을 가능성도 있지만, 1811년의 뉴마드리드 지진이 동부 미국의 많은 부족에게 그의 편이라는 신호로 해석되었기 때문에, 1813년의 마지막 부족들은 서쪽으로, 오하이오의 마지막 보장된 인디언 영토인 그레이트 블랙 스웜프 지역으로 이주하여 그곳에 정착한 오타와족과 웬다트족의 대부분과 함께 살기 위해 떠났던 것으로 보인다.

### 환경 정화

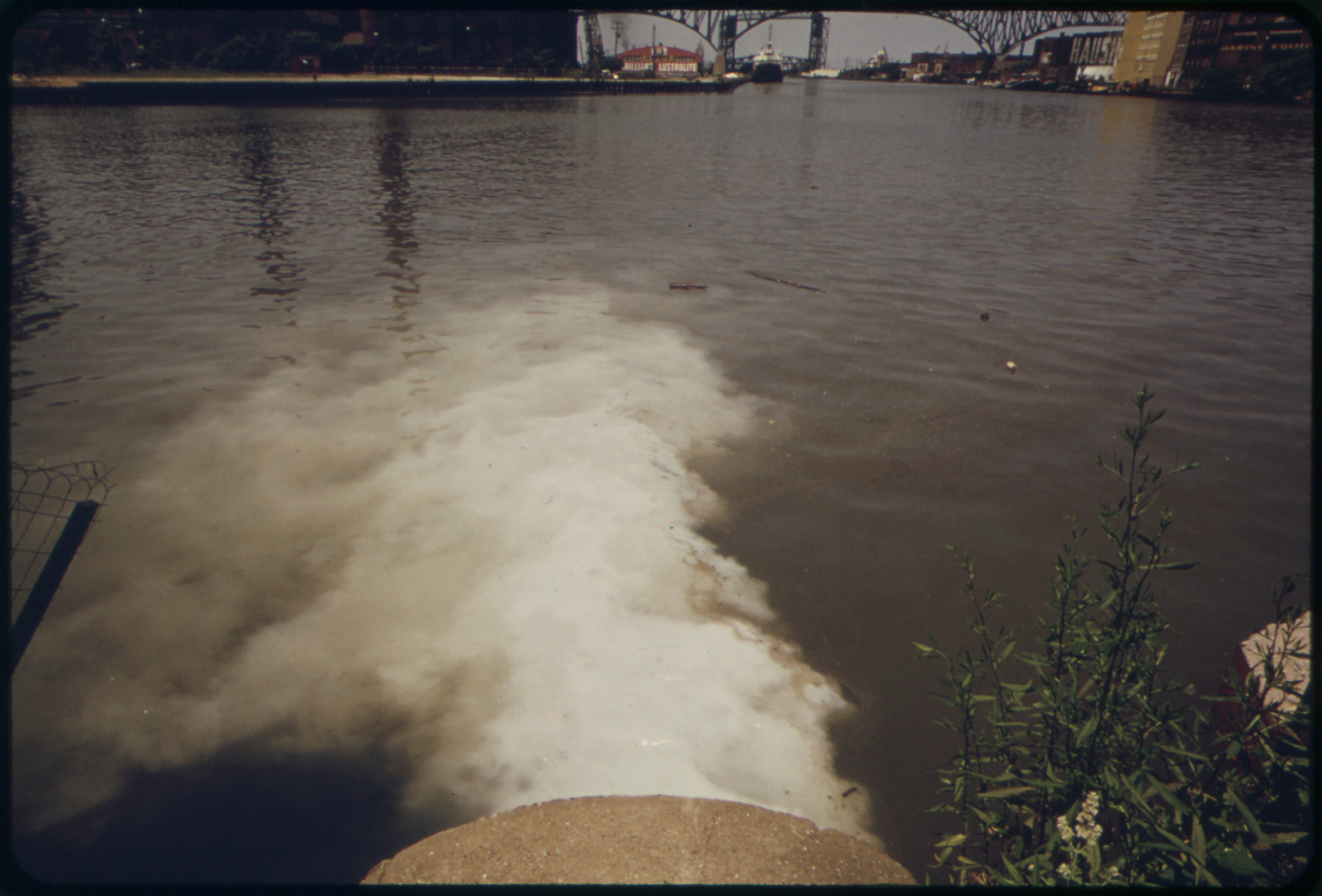
1973년 쿠야호가강으로 오수를 방류하는 도시 펌프장.

쿠야호가강은 20세기 동안 때때로 미국에서 가장 오염된 강 중 하나였다. 애크런에서 클리블랜드까지의 구간에는 물고기가 없었다. 1968년 켄트 주립 대학교 심포지엄은 강 중 한 부분을 다음과 같이 묘사했다.
하버드 교량 하류 1,000 피트 [300 m] 지점에서 뉴버그 및 사우스 쇼어 철도 교량까지, 수로는 더 넓고 깊어지며 수위는 이리호에 의해 조절된다. 철도 교량 하류에서 항구까지는 준설을 통해 깊이가 일정하게 유지되며, 양쪽 강둑을 따라 말뚝을 박아 폭이 유지된다. 표면은 상류의 사우더리 플랜트 폐수만큼 멀리까지 관찰된 갈색의 유성 막으로 덮여 있다. 또한, 때로는 몇 인치 두께의 검은색 중유가 기름 띠를 형성하여 자주 관찰된다. 부스러기와 쓰레기는 종종 이러한 기름 띠에 갇혀 보기 흉한 떠다니는 엉망을 이룬다. 용존 산소가 백만 분의 일에도 거의 미치지 못하므로 혐기성 활동이 흔하다. 냉각수 방류는 온도를 10 to 15 °F [5.6 to 8.3 °C] 상승시킨다. 유속은 무시할 수 있으며, 바닥에는 슬러지가 쌓인다. 동물 생명은 존재하지 않는다. 흔들말 조류만 수면 위 교각을 따라 자란다. 강이 하류로 흐르면서 색깔은 회갈색에서 녹슨 갈색으로 변한다. 이 구간의 투명도는 0.5 피트 [0.15 m] 미만이다. 이 전체 구간은 심하게 오염되어 있다.
쿠야호가강에서는 최소 13건의 화재가 보고되었으며, 첫 번째 화재는 1868년에 발생했다. 1952년의 가장 큰 강 화재는 보트, 다리, 강변 사무실 건물에 1백만 달러 이상의 피해를 입혔다.
1960년대 후반에 새로운 시장 칼 스토크스와 그의 공공사업국장이 유권자들을 설득하여 클리블랜드의 강들을 복원하기 위한 1억 달러의 채권을 승인하게 하면서 상황은 변하기 시작했다. 그리고 시장은 1969년 6월 22일 지나가는 열차에서 발생한 불꽃이 기름 유출에 불을 붙여 강 화재를 일으킨 기회를 포착하여 기자들을 강으로 데려와 문제에 대한 관심을 불러일으켰다. 1969년 화재는 주로 인접한 철도 다리에 약 5만 달러의 피해를 입혔지만, 스토크스 시장의 노력에도 불구하고 초기에는 이 사건에 대한 관심이 거의 없었고, 클리블랜드 언론에서는 주요 뉴스 기사로 간주되지 않았다. 더욱이, 이 사건에 대해 처음에 쓰여진 소수의 글들은 화재 자체를 강조하기보다는 철도 다리의 피해에 초점을 맞추었다.

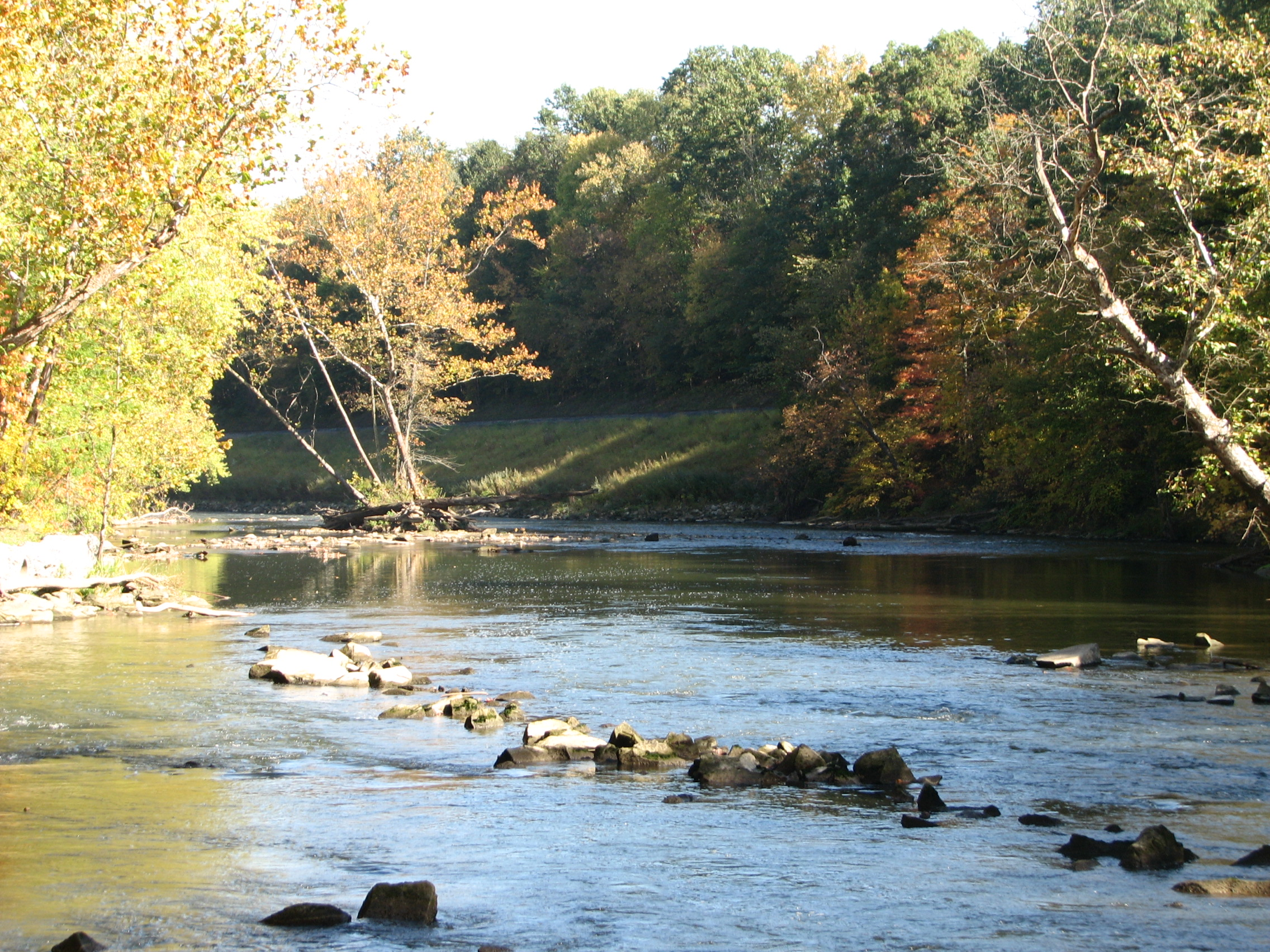
오하이오-이리 운하 견인로 트레일에서 바라본 강 풍경

그러나 이 사건은 곧 타임지의 주목을 받았고, 이 잡지는 미국의 수로 오염에 대한 기사에 훨씬 더 큰 규모의 1952년 화재의 극적인 사진을 사용했다. 이 기사는 쿠야호가강을 "흐르기보다는 스며드는" 강으로, 사람이 "익사하는 것이 아니라 썩는" 강으로 묘사했으며 전국적으로 심하게 오염된 다른 강들을 나열했다. (1969년 화재 사진은 현지 언론이 화재가 진압된 후에야 현장에 도착했기 때문에 존재하지 않는 것으로 알려져 있다.) 이 기사는 타임지의 새로운 "환경" 섹션을 시작했으며, 그 자체의 가치뿐만 아니라 같은 호에 우주비행사 닐 암스트롱과 버즈 올드린이 지난주 아폴로 11호 임무에서 달에 착륙한 소식과 채퍼퀴딕 사건으로 케네디의 차량 탑승자 메리 조 코페치네가 익사한 사건에 대한 기사로 테드 케네디 상원의원의 모습이 표지에 실렸기 때문에 폭넓은 독자층을 확보했다.
1969년의 쿠야호가강 화재는 같은 해 초의 샌타바버라 기름 유출과 함께 수질 오염 통제 활동의 폭증을 촉발시켰고, 이로 인해 수질오염방지법 개정안 확대, Great Lakes Water Quality Agreement, 그리고 미국 환경보호청 (EPA)과 오하이오 환경보호청 (OEPA)의 연방 기관 창설로 이어졌다. 이 법은 1985년까지 모든 항해 가능 수역으로의 오염 물질 배출을 제거하고, 1983년까지 모든 수역을 낚시와 수영에 안전하게 만들고, 독성 오염 물질의 독성량 배출을 금지하는 엄격한 목표를 따랐다. 수질오염방지법은 당시 최악의 표면 수질 문제 중 하나였던 모든 농업 오염을 피했다. 스토크스 시장은 자신과 다른 주요 대도시들이 지역 사회의 환경 건강을 회복하기 위해 오염 산업과 싸우는 데 대한 의회 증언을 했다. 그 결과, 쿠야호가강의 대규모 점오염원은 이후 수십 년 동안 OEPA로부터 상당한 관심을 받았다. 이러한 사건들은 랜디 뉴먼의 1972년 노래 "Burn On", R.E.M.의 1986년 노래 "Cuyahoga", 그리고 Adam Again의 1992년 노래 "River on Fire"에서 언급된다. 클리블랜드의 Great Lakes Brewing Company는 이 사건의 이름을 따서 Burning River Pale Ale을 만들었다. 쿠야호가강 화재는 또한 고도로 산업화된 지역에 대한 미국 대중의 전반적인 부정적인 시각에 영향을 미쳤다. 지난 수십 년 동안 이러한 장소에 대한 개인적인 연결은 줄어들었을 뿐만 아니라, 산업화된 지역은 이제 쿠야호가강 화재와 같은 사건과 연결되어 보여졌다.
1970년 12월, 미국 검사 로버트 존스가 주도하는 연방 대배심 조사가 북동부 오하이오의 약 12개 회사에서 야기된 것으로 추정되는 수질 오염에 대해 시작되었다. 이는 이 지역에서 수질 오염에 대한 첫 번째 대배심 조사였다. 미국 법무장관 존 N. 미첼은 1970년 12월 18일 기자 회견에서 새로운 오염 통제 소송에 대해 언급하며, 특히 새로운 환경보호청과의 협력에 대해 언급하고, 클리블랜드 근처 쿠야호가강으로 상당량의 시안화물을 배출한 혐의로 존스 앤드 라플린 스틸 코퍼레이션에 대해 그날 아침 소송을 제기했다고 발표했다. 존스는 1899년 하천 및 항만법 위반 혐의로 지방 법원에 경범죄 혐의를 제기했다. 존스는 여러 다른 소송을 제기했다.

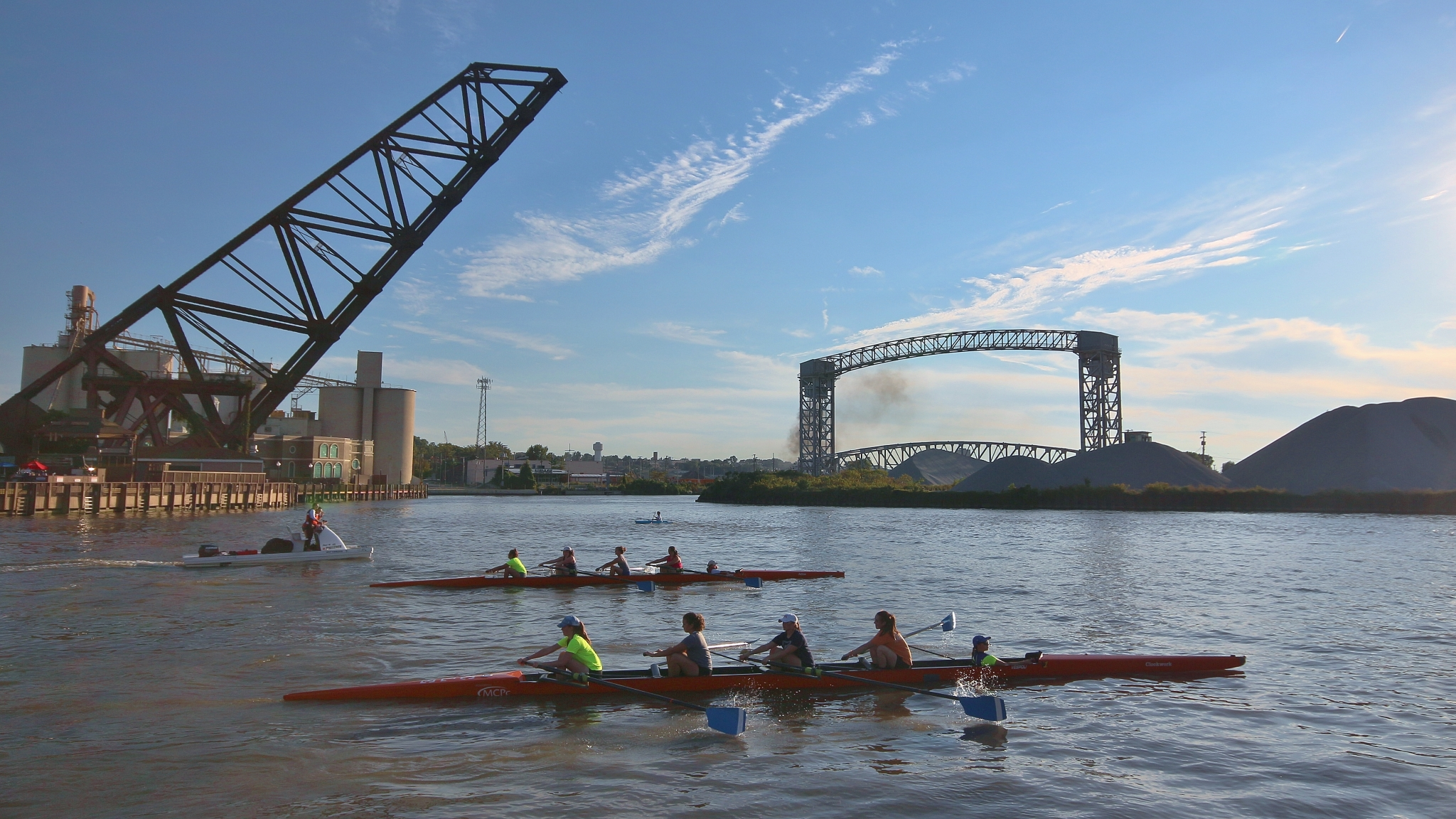
클리블랜드 쿠야호가강에서 조정을 하는 모습

수질이 개선되었고, 이러한 개선을 부분적으로 인정하여 쿠야호가강은 1998년 14개의 미국 헤리티지 강 중 하나로 지정되었다. 이러한 노력에도 불구하고 도시 유출수, 비점오염원 문제, 합류식 하수관거 월류 및 댐으로 인한 정체 등 다른 오염원 때문에 쿠야호가강에는 여전히 오염이 존재한다. 이러한 이유로 환경보호청은 쿠야호가강 유역의 일부를 43개의 Great Lakes Areas of Concern 중 하나로 분류했다. 강의 가장 오염된 부분은 이제 일반적으로 댐 저수지 근처를 제외하고는 설정된 수생생물 수질 기준을 충족한다. 댐 저수지 근처에서 기준을 충족하지 못하는 이유는 수질보다는 서식지 및 어류 이동 문제 때문이다. 한때 물고기가 없었던 강 구간은 이제 44종의 물고기를 지원한다. 2008년 조사에 따르면 강에서 가장 흔한 두 종은 호그서커와 스폿핀 샤이너였으며, 둘 다 수질에 중간 정도의 민감성을 보였다. 5.6-마일 (9.0 km) 항해 수로 내의 서식지 문제는 여전히 해당 구간에서 활발한 어업을 방해한다. 레크리에이션 수질 기준(박테리아를 지표로 사용)은 건조한 날씨 조건에서는 일반적으로 충족되지만, 비점오염원과 합류식 하수관거 월류로 인해 상당한 비가 올 때는 종종 초과된다. 2019년 3월 OEPA는 강에서 잡은 물고기가 먹기에 안전하다고 선언했다. 그 결과, 2024년에는 강에서 사상 처음으로 스틸헤드 송어 방류가 이루어졌다.

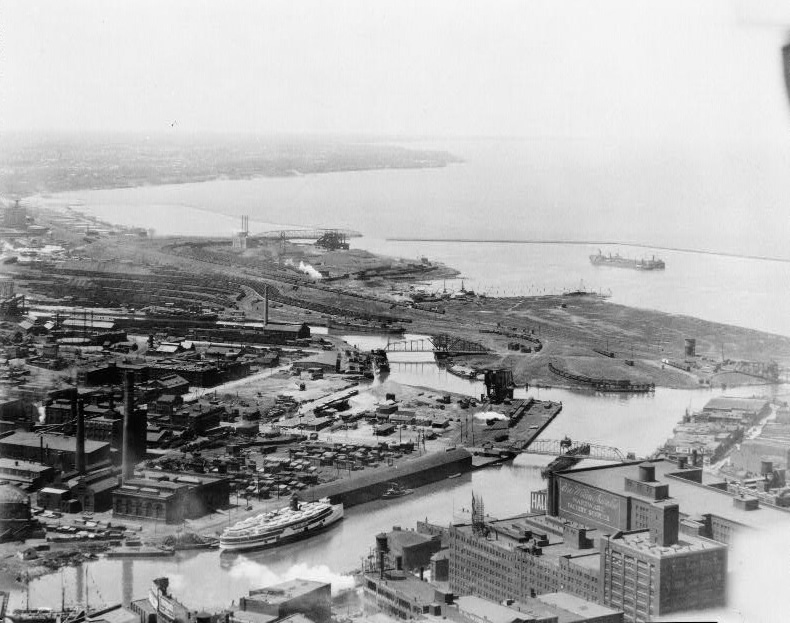
1920년경 클리블랜드의 이리호에 있는 강 하구

### 변경 사항

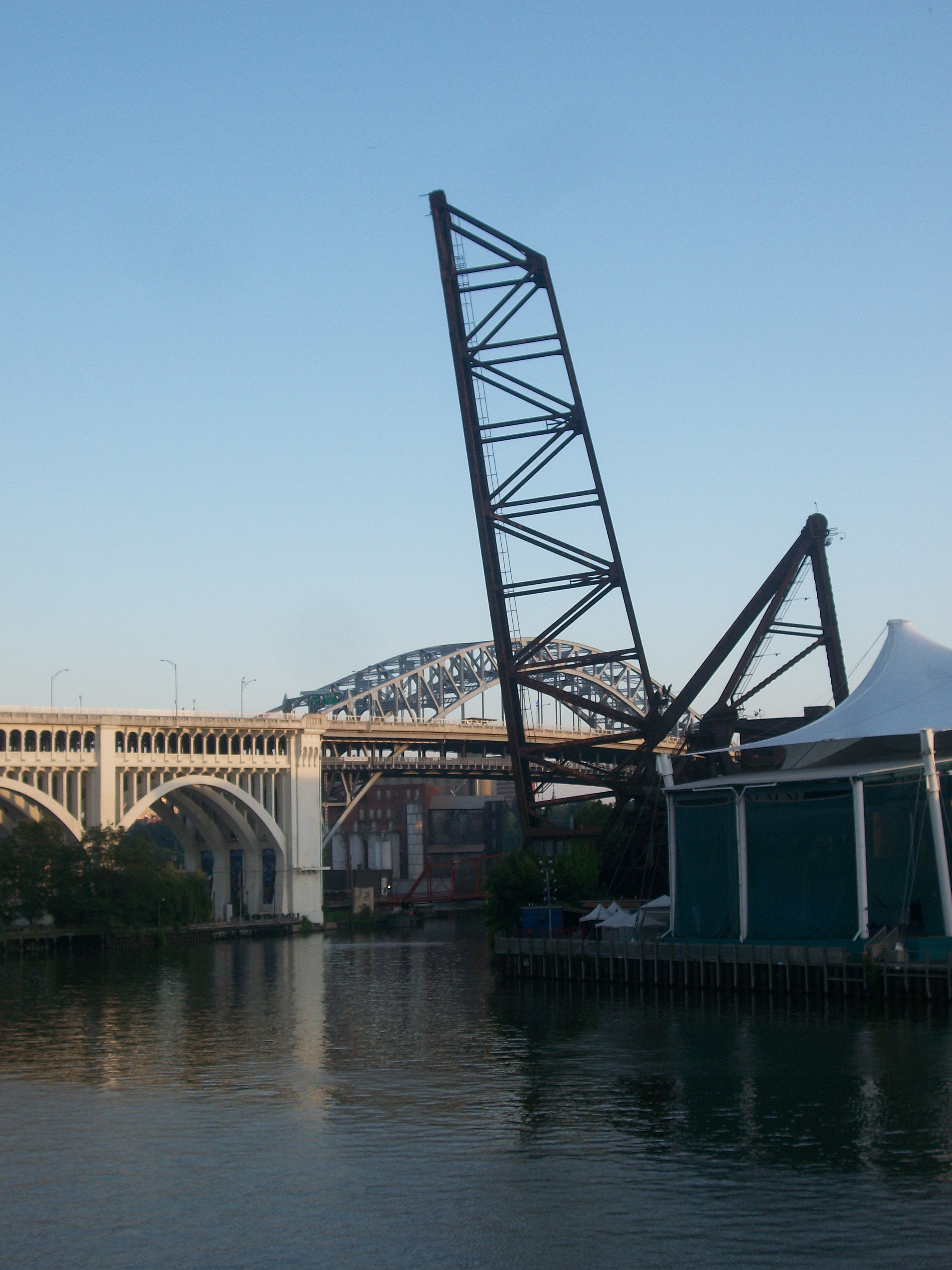
클리블랜드 플랫츠에 있는 강 하구 근처

현재 다운타운 클리블랜드 서쪽에 위치한 쿠야호가강 하류는 수많은 변화를 겪었다. 원래 쿠야호가강은 현재 하구에서 약 4,000 피트 (1.2 km) 서쪽에 위치하여 얕은 습지를 형성하며 이리호와 만났다. 현재의 하구는 1827년에 인공적으로 만들어졌으며, 강과 호수 사이를 선박 교통이 자유롭게 오갈 수 있게 한다. 또한 미국 육군 공병대는 강 하류 미탈 스틸 클리블랜드 공장까지 약 5 마일 (8.0 km) 구간에서 비교적 얕은 강의 항해 수로를 주기적으로 27 피트 (8.2 m) 깊이로 준설하여 오대호 화물선이 클리블랜드 플랫츠 지구의 쿠야호가강변에 위치한 벌크(아스팔트, 자갈, 석유, 소금, 강철 등) 산업에 서비스를 제공할 수 있도록 한다. 공병대는 또한 해상 운송을 용이하게 하기 위해 쿠야호가강 하류의 연방 항해 수로에서 강둑을 직선화하고 회전 분지를 넓혔다.

#### 제빙
미국 해안경비대는 운송 일정 및 기상 조건에 따라 오대호 운송 시즌을 연장하기 위해 이리호와 쿠야호가강 하류를 따라 가을과 봄에 제빙 작업을 수행하기도 한다.

#### 홍수
쿠야호가강 유역의 홍수를 통제하기 위해 (댐 및 준설을 포함한) 몇 가지 시도가 이루어졌다. 투기성 토지 개발의 결과로, 정상적인 강 수위보다 불과 몇 피트 높은 많은 평지에 건물이 세워졌다. 갑작스러운 강한 비나 눈 폭풍은 이러한 저지대에서 심한 홍수를 유발할 수 있다.
쿠야호가강 상류는 하구에서 84 마일 (135 km) 떨어진 1,093 피트 (333 m) 지점에서 시작하여 고도가 상당히 가파르게 떨어져 일부 지역에서는 폭포와 급류를 형성한다. 쿠야호가강 하류는 하구의 이리호에서 571 피트 (174 m)까지 마지막 몇 마일에 걸쳐 몇 피트만 떨어지므로, 상류 쿠야호가강에 비해 배수하는 데 시간이 오래 걸릴 수 있는 비교적 느리게 움직이는 물이 된다.
| \| 합류점의 고도 \| 합류점의 고도 \| 합류점의 고도 \| 합류점의 고도 \| 합류점의 고도 \| \| ----------------------------------- \| ---------------------- \| ------------- \| ------------------------------------------------------------- \| ------------------------------------------------------------- \| \| 강 마일: \| \| \| 고도: \| 지류: \| \| 1,235 피트 (0.376 km) \| 1,235 피트 (0.376 km) \| \| 571 피트 (174 m) 하구: 이리호 \| 571 피트 (174 m) 하구: 이리호 \| \| 4.46 마일 (7.18 km) \| 4.46 마일 (7.18 km) \| \| 581 피트 (177 m) Kingsbury Run (Cuyahoga River) \| 581 피트 (177 m) Kingsbury Run (Cuyahoga River) \| \| 5.345 마일 (8.602 km) \| 5.345 마일 (8.602 km) \| \| 577 피트 (176 m) Burk Branch (Cuyahoga River) \| 577 피트 (176 m) Burk Branch (Cuyahoga River) \| \| 7.2 마일 (11.6 km) \| 7.2 마일 (11.6 km) \| \| 577 피트 (176 m) Big Creek (Cuyahoga River) \| 577 피트 (176 m) Big Creek (Cuyahoga River) \| \| 11.12 마일 (17.90 km) \| 11.12 마일 (17.90 km) \| \| 591 피트 (180 m) West Creek (Cuyahoga River) \| 591 피트 (180 m) West Creek (Cuyahoga River) \| \| 11.4 마일 (18.3 km) \| 11.4 마일 (18.3 km) \| \| 587 피트 (179 m) Mill Creek (Cuyahoga River) \| 587 피트 (179 m) Mill Creek (Cuyahoga River) \| \| 16.36 마일 (26.33 km) \| 16.36 마일 (26.33 km) \| \| 610 피트 (190 m) Tinkers Creek (Cuyahoga River) \| 610 피트 (190 m) Tinkers Creek (Cuyahoga River) \| \| 18.08 마일 (29.10 km) \| 18.08 마일 (29.10 km) \| \| Willow Lake; Ohio and Erie Canal dam 하류 \| Willow Lake; Ohio and Erie Canal dam 하류 \| \| 20.88 마일 (33.60 km) \| 20.88 마일 (33.60 km) \| \| 627 피트 (191 m) Chippewa Creek (Cuyahoga River) \| 627 피트 (191 m) Chippewa Creek (Cuyahoga River) \| \| 24.16 마일 (38.88 km) \| 24.16 마일 (38.88 km) \| \| 636 피트 (194 m) Brandywine Creek (Cuyahoga River) \| 636 피트 (194 m) Brandywine Creek (Cuyahoga River) \| \| 25.72 마일 (41.39 km) \| 25.72 마일 (41.39 km) \| \| 646 피트 (197 m) Stanford Run \| 646 피트 (197 m) Stanford Run \| \| 28.98 마일 (46.64 km) \| 28.98 마일 (46.64 km) \| \| 676 피트 (206 m) Boston Run (Cuyahoga River) \| 676 피트 (206 m) Boston Run (Cuyahoga River) \| \| 31.47 마일 (50.65 km) \| 31.47 마일 (50.65 km) \| \| 699 피트 (213 m) Langes Run \| 699 피트 (213 m) Langes Run \| \| 33.08 마일 (53.24 km) \| 33.08 마일 (53.24 km) \| \| 709 피트 (216 m) Furnace Run (Cuyahoga River) \| 709 피트 (216 m) Furnace Run (Cuyahoga River) \| \| 37.16 마일 (59.80 km) \| 37.16 마일 (59.80 km) \| \| 728 피트 (222 m) Yellow Creek (Cuyahoga River) \| 728 피트 (222 m) Yellow Creek (Cuyahoga River) \| \| 39.78 마일 (64.02 km) \| 39.78 마일 (64.02 km) \| \| 738 피트 (225 m) Mud Brook (Cuyahoga River) \| 738 피트 (225 m) Mud Brook (Cuyahoga River) \| \| 42.27 마일 (68.03 km) \| 42.27 마일 (68.03 km) \| \| 758 피트 (231 m) Little Cuyahoga River \| 758 피트 (231 m) Little Cuyahoga River \| \| 45.8 마일 (73.7 km) \| 45.8 마일 (73.7 km) \| \| 840 피트 (260 m) Gorge Metropolitan Park Dam \| 840 피트 (260 m) Gorge Metropolitan Park Dam \| \| 52.1 마일 (83.8 km) \| 52.1 마일 (83.8 km) \| \| 1,004 피트 (306 m) Fish Creek (Cuyahoga River) \| 1,004 피트 (306 m) Fish Creek (Cuyahoga River) \| \| 53.7 마일 (86.4 km) \| 53.7 마일 (86.4 km) \| \| 1,010 피트 (310 m) Plum Creek (Cuyahoga River) \| 1,010 피트 (310 m) Plum Creek (Cuyahoga River) \| \| 56.8 마일 (91.4 km) \| 56.8 마일 (91.4 km) \| \| 1,027 피트 (313 m) Breakneck Creek (Cuyahoga River) \| 1,027 피트 (313 m) Breakneck Creek (Cuyahoga River) \| \| 57.97 마일 (93.29 km) \| 57.97 마일 (93.29 km) \| \| 1,063 피트 (324 m) Lake Rockwell Dam \| 1,063 피트 (324 m) Lake Rockwell Dam \| \| 59.95 마일 (96.48 km) \| 59.95 마일 (96.48 km) \| \| 1,070 피트 (330 m) Eckert Ditch (Cuyahoga River) \| 1,070 피트 (330 m) Eckert Ditch (Cuyahoga River) \| \| 63.45 마일 (102.11 km) \| 63.45 마일 (102.11 km) \| \| 1,109 피트 (338 m) Yoder Ditch \| 1,109 피트 (338 m) Yoder Ditch \| \| 66.33 마일 (106.75 km) \| 66.33 마일 (106.75 km) \| \| 1,096 피트 (334 m) Harper Ditch (Cuyahoga River) \| 1,096 피트 (334 m) Harper Ditch (Cuyahoga River) \| \| 68.98 마일 (111.01 km) \| \| \| \| \| \| 71.63 마일 (115.28 km) \| 71.63 마일 (115.28 km) \| \| 데이터 없음 \| 데이터 없음 \| \| 74.29 마일 (119.56 km) \| \| \| \| \| \| 76.64 마일 (123.34 km) \| 76.64 마일 (123.34 km) \| \| 1,010 피트 (310 m) Black Creek (Cuyahoga River) \| 1,010 피트 (310 m) Black Creek (Cuyahoga River) \| \| 79.15 마일 (127.38 km) \| 79.15 마일 (127.38 km) \| \| 1,093 피트 (333 m) Sawyer Brook (Cuyahoga River) \| 1,093 피트 (333 m) Sawyer Brook (Cuyahoga River) \| \| 83.29 마일 (134.04 km) \| 83.29 마일 (134.04 km) \| \| 1,122 피트 (342 m) Bridge Creek (Cuyahoga River) \| 1,122 피트 (342 m) Bridge Creek (Cuyahoga River) \| \| 84.9 마일 (136.6 km) \| 84.9 마일 (136.6 km) \| \| 1,093 피트 (333 m) 수원: 이스트 및 West Branch Cuyahoga River \| 1,093 피트 (333 m) 수원: 이스트 및 West Branch Cuyahoga River \| \| 강 마일별 쿠야호가강-지류 합류 고도 \| \| \| \| \| |                        |  |                                                               |                                                               |
| 합류점의 고도 |                        |  |                                                               |                                                               |
| 강 마일: |                        |  | 고도:                                                         | 지류:                                                         |
| 1,235 피트 (0.376 km) | 1,235 피트 (0.376 km)  |  | 571 피트 (174 m) 하구: 이리호                                 | 571 피트 (174 m) 하구: 이리호                                 |
| 4.46 마일 (7.18 km) | 4.46 마일 (7.18 km)    |  | 581 피트 (177 m) Kingsbury Run (Cuyahoga River)               | 581 피트 (177 m) Kingsbury Run (Cuyahoga River)               |
| 5.345 마일 (8.602 km) | 5.345 마일 (8.602 km)  |  | 577 피트 (176 m) Burk Branch (Cuyahoga River)                 | 577 피트 (176 m) Burk Branch (Cuyahoga River)                 |
| 7.2 마일 (11.6 km) | 7.2 마일 (11.6 km)     |  | 577 피트 (176 m) Big Creek (Cuyahoga River)                   | 577 피트 (176 m) Big Creek (Cuyahoga River)                   |
| 11.12 마일 (17.90 km) | 11.12 마일 (17.90 km)  |  | 591 피트 (180 m) West Creek (Cuyahoga River)                  | 591 피트 (180 m) West Creek (Cuyahoga River)                  |
| 11.4 마일 (18.3 km) | 11.4 마일 (18.3 km)    |  | 587 피트 (179 m) Mill Creek (Cuyahoga River)                  | 587 피트 (179 m) Mill Creek (Cuyahoga River)                  |
| 16.36 마일 (26.33 km) | 16.36 마일 (26.33 km)  |  | 610 피트 (190 m) Tinkers Creek (Cuyahoga River)               | 610 피트 (190 m) Tinkers Creek (Cuyahoga River)               |
| 18.08 마일 (29.10 km) | 18.08 마일 (29.10 km)  |  | Willow Lake; Ohio and Erie Canal dam 하류                     | Willow Lake; Ohio and Erie Canal dam 하류                     |
| 20.88 마일 (33.60 km) | 20.88 마일 (33.60 km)  |  | 627 피트 (191 m) Chippewa Creek (Cuyahoga River)              | 627 피트 (191 m) Chippewa Creek (Cuyahoga River)              |
| 24.16 마일 (38.88 km) | 24.16 마일 (38.88 km)  |  | 636 피트 (194 m) Brandywine Creek (Cuyahoga River)            | 636 피트 (194 m) Brandywine Creek (Cuyahoga River)            |
| 25.72 마일 (41.39 km) | 25.72 마일 (41.39 km)  |  | 646 피트 (197 m) Stanford Run                                 | 646 피트 (197 m) Stanford Run                                 |
| 28.98 마일 (46.64 km) | 28.98 마일 (46.64 km)  |  | 676 피트 (206 m) Boston Run (Cuyahoga River)                  | 676 피트 (206 m) Boston Run (Cuyahoga River)                  |
| 31.47 마일 (50.65 km) | 31.47 마일 (50.65 km)  |  | 699 피트 (213 m) Langes Run                                   | 699 피트 (213 m) Langes Run                                   |
| 33.08 마일 (53.24 km) | 33.08 마일 (53.24 km)  |  | 709 피트 (216 m) Furnace Run (Cuyahoga River)                 | 709 피트 (216 m) Furnace Run (Cuyahoga River)                 |
| 37.16 마일 (59.80 km) | 37.16 마일 (59.80 km)  |  | 728 피트 (222 m) Yellow Creek (Cuyahoga River)                | 728 피트 (222 m) Yellow Creek (Cuyahoga River)                |
| 39.78 마일 (64.02 km) | 39.78 마일 (64.02 km)  |  | 738 피트 (225 m) Mud Brook (Cuyahoga River)                   | 738 피트 (225 m) Mud Brook (Cuyahoga River)                   |
| 42.27 마일 (68.03 km) | 42.27 마일 (68.03 km)  |  | 758 피트 (231 m) Little Cuyahoga River                        | 758 피트 (231 m) Little Cuyahoga River                        |
| 45.8 마일 (73.7 km) | 45.8 마일 (73.7 km)    |  | 840 피트 (260 m) Gorge Metropolitan Park Dam                  | 840 피트 (260 m) Gorge Metropolitan Park Dam                  |
| 52.1 마일 (83.8 km) | 52.1 마일 (83.8 km)    |  | 1,004 피트 (306 m) Fish Creek (Cuyahoga River)                | 1,004 피트 (306 m) Fish Creek (Cuyahoga River)                |
| 53.7 마일 (86.4 km) | 53.7 마일 (86.4 km)    |  | 1,010 피트 (310 m) Plum Creek (Cuyahoga River)                | 1,010 피트 (310 m) Plum Creek (Cuyahoga River)                |
| 56.8 마일 (91.4 km) | 56.8 마일 (91.4 km)    |  | 1,027 피트 (313 m) Breakneck Creek (Cuyahoga River)           | 1,027 피트 (313 m) Breakneck Creek (Cuyahoga River)           |
| 57.97 마일 (93.29 km) | 57.97 마일 (93.29 km)  |  | 1,063 피트 (324 m) Lake Rockwell Dam                          | 1,063 피트 (324 m) Lake Rockwell Dam                          |
| 59.95 마일 (96.48 km) | 59.95 마일 (96.48 km)  |  | 1,070 피트 (330 m) Eckert Ditch (Cuyahoga River)              | 1,070 피트 (330 m) Eckert Ditch (Cuyahoga River)              |
| 63.45 마일 (102.11 km) | 63.45 마일 (102.11 km) |  | 1,109 피트 (338 m) Yoder Ditch                                | 1,109 피트 (338 m) Yoder Ditch                                |
| 66.33 마일 (106.75 km) | 66.33 마일 (106.75 km) |  | 1,096 피트 (334 m) Harper Ditch (Cuyahoga River)              | 1,096 피트 (334 m) Harper Ditch (Cuyahoga River)              |
| 68.98 마일 (111.01 km) |                        |  |                                                               |                                                               |
| 71.63 마일 (115.28 km) | 71.63 마일 (115.28 km) |  | 데이터 없음                                                   | 데이터 없음                                                   |
| 74.29 마일 (119.56 km) |                        |  |                                                               |                                                               |
| 76.64 마일 (123.34 km) | 76.64 마일 (123.34 km) |  | 1,010 피트 (310 m) Black Creek (Cuyahoga River)               | 1,010 피트 (310 m) Black Creek (Cuyahoga River)               |
| 79.15 마일 (127.38 km) | 79.15 마일 (127.38 km) |  | 1,093 피트 (333 m) Sawyer Brook (Cuyahoga River)              | 1,093 피트 (333 m) Sawyer Brook (Cuyahoga River)              |
| 83.29 마일 (134.04 km) | 83.29 마일 (134.04 km) |  | 1,122 피트 (342 m) Bridge Creek (Cuyahoga River)              | 1,122 피트 (342 m) Bridge Creek (Cuyahoga River)              |
| 84.9 마일 (136.6 km) | 84.9 마일 (136.6 km)   |  | 1,093 피트 (333 m) 수원: 이스트 및 West Branch Cuyahoga River | 1,093 피트 (333 m) 수원: 이스트 및 West Branch Cuyahoga River |
| 강 마일별 쿠야호가강-지류 합류 고도 |                        |  |                                                               |                                                               |

일부 지류의 고도는 쿠야호가강 고도보다 높은데, 이는 합류 지점 또는 그 근처의 작은 폭포 때문이며, 거리는 이리호 하구에서 강을 따라 상류 방향으로 측정된 "강 마일"이다.

### 사고
2020년 8월 25일, 홀랜드 오일 앤 가스 유조선이 애크런과 카이어호가폴스 근처 8번 국도에서 충돌하여 한 명이 사망하고 연료가 강 남부 구간으로 유출되는 화재가 발생했다. 화재는 애크런 소방서에 의해 진압되었으며, 강 구간과 주변 지역은 신속하게 정화되었다. 이 치명적인 교통사고는 1969년 6월 이후 쿠야호가강에서 발생한 최초이자 유일한 강 화재 사건이었다. 그러나 학자 앤 제퍼슨이 언급했듯이:
이 작은 화재와 50년 이상 전의 화재 사이에는 실제적인, 실질적인 차이가 있다... 50년 이상 전에는 강 자체(클리블랜드, 하구 근처)를 인화성으로 만든 수많은 점오염원 및 비점오염원이 있었고, 충분한 불꽃만 있으면 되었다. 쿠야호가강은 한 번 이상(오늘 전까지 13번) 불탔고, 미국의 다른 산업 도시의 강들도 그러했다... 그 이후로 지역 풀뿌리 운동과 국가적 노력 모두 수질을 극적으로 개선시켰다. 쿠야호가강은 여전히 몇 가지 문제가 있지만, 인화성은 그중 하나가 아니다.

## 야생동물

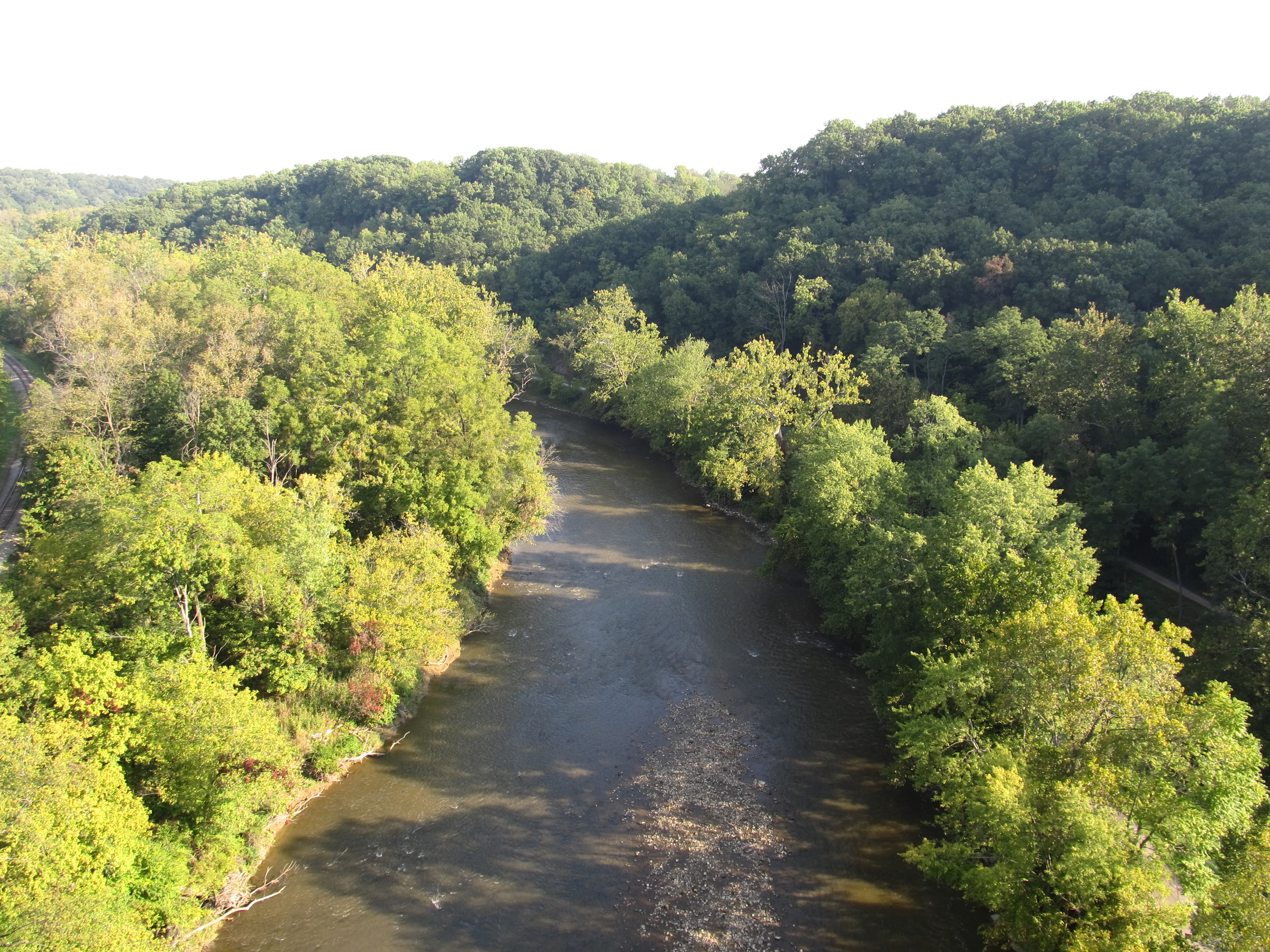
쿠야호가밸리 국립공원에서 바라본 쿠야호가강의 높은 경치

쿠야호가강에는 많은 홍합 종이 서식한다. 이들 중 하나인 흰발톱홍합(Lasmigonna complana)은 다른 많은 홍합 종과는 달리 이리호에서는 발견되지 않는데, 이는 이리호 주변 수계를 연결하는 운하를 통해 유입되었을 가능성이 있다. 멸종 위기 종인 엘크토어 홍합(Alasmidonta marginata)도 얼룩무늬 홍합의 위협에도 불구하고 이곳에서 발견된다. 가재 종인 Cambarus propinquus sanborni도 쿠야호가강 수계와 일부 구불구불한 강 호수에서 발견된다.
2021년, 국립공원관리청은 미국 육군 공병대와 협력하여 멸종 위기 홍합 종과 레이크 철갑상어를 쿠야호가강에 도입하여 개체수 유지 노력을 지원했는데, 이는 오염 수준의 상당한 개선을 보여준다.
성공적인 재도입 조치와 천연 포식자의 부족으로 인해 쿠야호가밸리 국립공원에는 상당한 수의 흰꼬리사슴 개체군이 존재한다. 보존 문제로 인해 이 사슴 개체군은 국립공원관리청과 지역 기관에 의해 규제된다. 국립공원관리청에 따르면, 쿠야호가강 주변의 다른 포유류 종으로는 코요테, 회색여우, 붉은여우, 설치류(특히 생쥐, 다람쥐, 줄무늬다람쥐), 뒤쥐, 두더지, 그리고 수많은 박쥐 종이 있다. 반수생 포유류로는 수달아과, 밍크, 비버, 사향쥐가 있다.
국립공원관리청은 쿠야호가강 주변의 많은 식물 종이 침입종이며, 그 존재는 인간과 지역 환경의 상호 작용 때문이라고 명시한다.

## 댐

### 구 오하이오-이리 운하 도수로 댐
강 마일 20에 있는 브렉스빌 댐은 이리호 상류의 첫 번째 댐이었다. 이 댐은 물고기의 통행을 제한하여 어류 개체군에 영향을 미쳤다. 이 댐은 2020년에 철거되었다.

### 고지 메트로폴리탄 공원 댐

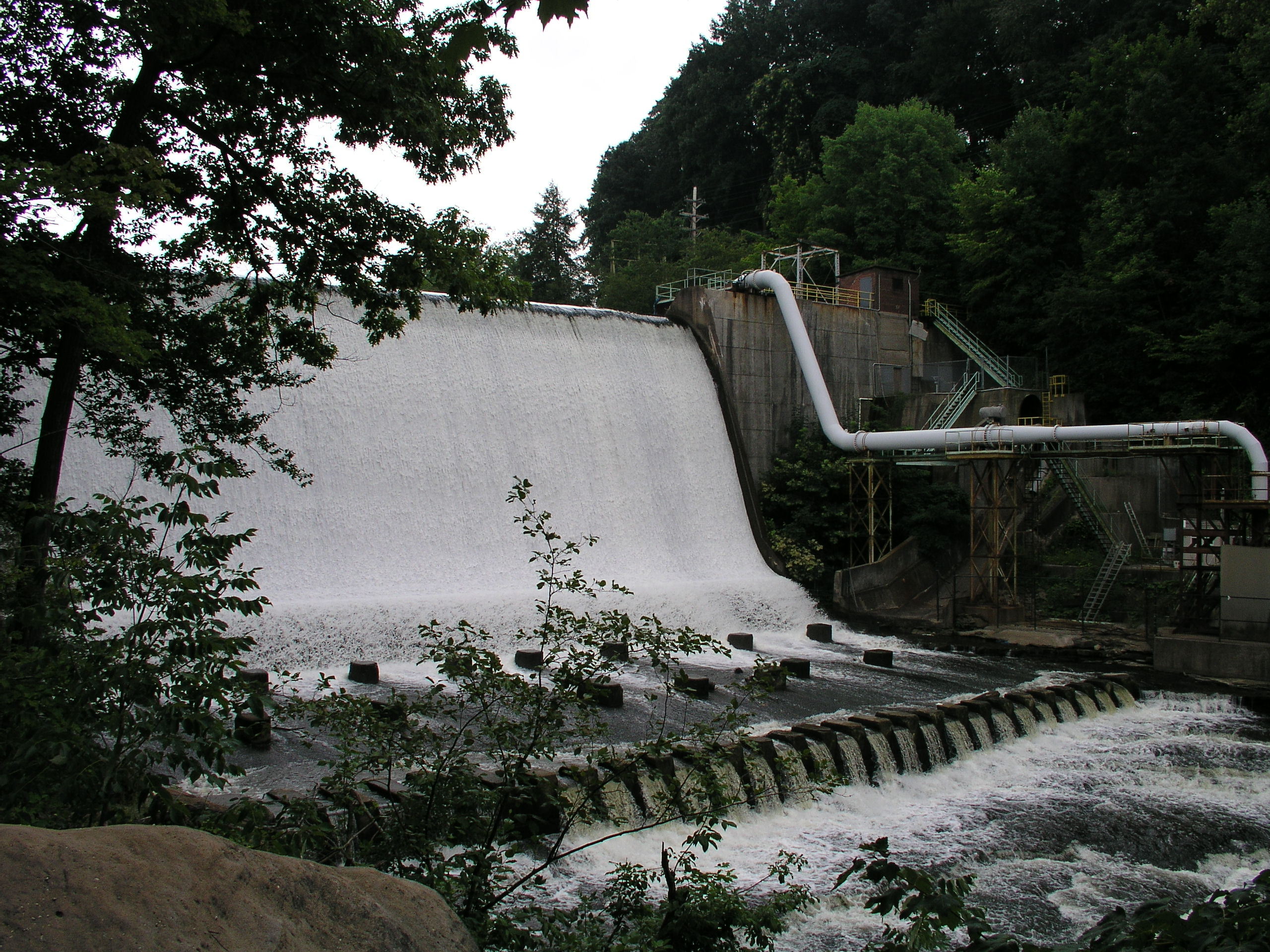
퍼스트에너지 댐

가장 큰 댐은 카이어호가폴스와 애크런 경계에 있는 고지 메트로폴리탄 공원 댐으로, 퍼스트에너지 댐이라고도 불린다. 이 57-피트 (17 m) 댐은 90년 이상 동안 카이어호가폴스 시의 이름이 유래된 폭포들을 수몰시켰다. 더 중요한 수질 문제로는, 낮은 포화 산소량을 가진 큰 정체된 웅덩이를 만들었다.
2019년 4월 9일, 미국 환경보호청과 오하이오 환경보호청 관계자들은 2023년까지 6천5백만에서 7천만 달러의 비용으로 고지 메트로폴리탄 공원 댐을 철거할 계획을 발표했다. 이 프로젝트 자금은 Great Lakes Legacy Act를 통해 승인되었으며, 애크런 시와 서밋 메트로 공원, 퍼스트에너지, 카이어호가폴스 시를 포함한 고지 댐 이해관계자 위원회 회원들이 자금을 지원했다. 2023년 10월에 프로젝트 자금이 확보되었고, 철거 프로젝트를 진행하기로 결정했다. 2024년 기준, 댐 철거는 2026년에 이루어질 예정이다.
퍼스트에너지 댐은 노던 오하이오 트랙션 앤 라이트 컴퍼니가 1912년에 지역 전차 시스템의 수력 발전을 위해 전력을 생산하고 석탄 연소 발전소에 냉각수 저장을 제공하는 두 가지 기능을 위해 건설되었다. 그러나 수력 발전은 1958년에 중단되었고, 석탄 연소 발전소는 1991년에 해체되었다. 일부 환경 단체와 레크리에이션 단체는 댐 철거를 원한다. 다른 이들은 그러한 노력이 비싸고 복잡할 것이라고 주장한다. 두 가지 이유가 있는데, 첫째, 이전에 빈 댐은 1990년대 초에 콘크리트로 채워졌고, 둘째, 카이어호가폴스의 산업 역사 때문에 댐 상류의 퇴적물에는 중금속과 폴리염화 바이페닐을 포함한 유해 화학 물질이 포함되어 있을 것으로 예상되기 때문이다. 오하이오 환경보호청은 댐 철거에 5백만~1천만 달러, 오염된 퇴적물 제거에 추가로 6천만 달러가 들 것으로 추정했다. 댐은 2041년까지 허가되었다.

### 카이어호가폴스 댐
2012년 후반, 카이어호가폴스의 셰라톤 댐과 르피버 댐 두 곳의 철거가 예정되었는데, 이는 댐을 소유한 카이어호가폴스 시와 댐 철거에 100만 달러를 지원할 북동부 오하이오 지역 하수구역 간의 합의 결과이다. 2012년 12월 12일, 미 육군 공병대는 철거를 허용하는 허가를 발행했다. 프로젝트의 일환으로 수상 트레일이 개발되었다. 2013년 6월 초에 댐 철거가 시작되어 2013년 8월 20일에 완료되었다. 이는 약 1마일의 강을 자연 상태로 되돌리고, 35 피트 (11 m)의 구조물을 제거했으며, 레크리에이션을 위한 동일한 양의 급류를 노출시켰다. 2019년에는 이러한 댐 및 기타 지역 댐 철거로 인한 침식 증가에 대처하려는 시의 노력이 공개되었다.

### 먼로폴스 댐
켄트와 먼로폴스에 있는 두 개의 다른 댐은 비록 더 작지만, 해당 구간의 낮은 경사 때문에 수질에 더 큰 영향을 미쳤다. 이러한 이유로 오하이오 환경보호청은 지역 사회에 댐의 영향을 완화하도록 요구했다.
먼로폴스 댐은 2005년에 개조되었다. 이 프로젝트 작업 중 자연 폭포가 발견되었다. 강바닥에 대한 이러한 새로운 지식을 바탕으로 서밋군을 포함한 일부 이해 관계자들은 댐의 완전한 철거를 주장했다. 2005년 9월 20일에 처음 거부되었던 수정된 계획은 일주일 후 먼로폴스 시의회에 의해 승인되었다. 11.5-피트 (3.5 m) 사암 댐은 그 이후로 제거되었으며, 그 자리에는 가장 높은 지점에서 4.5-피트 (1.4 m) 낙차를 가진 자연 암석층이 자리 잡고 있다.

### 켄트 댐

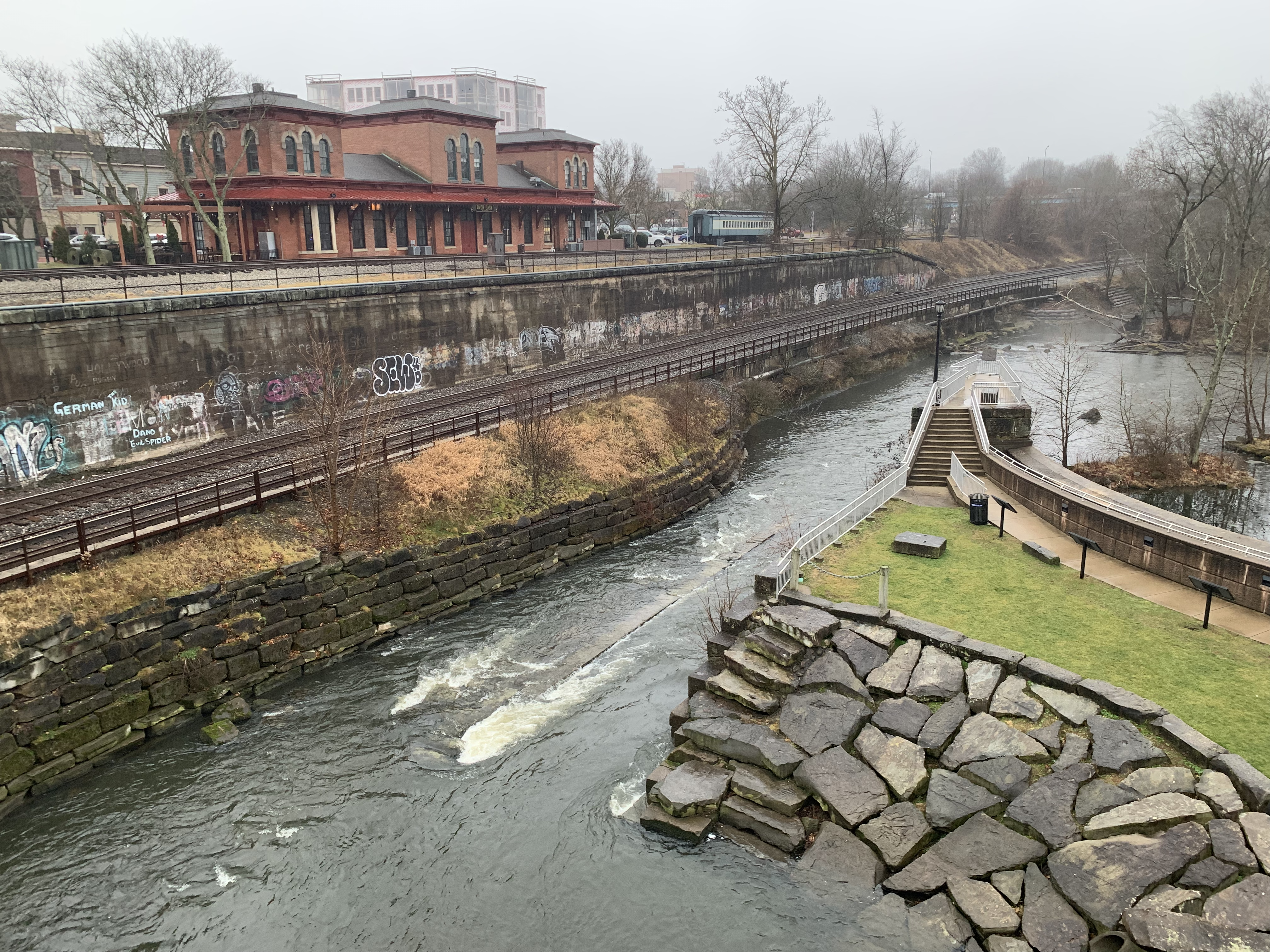
켄트의 쿠야호가강, 구 운하 수문을 통과하는 모습

켄트 댐은 2004년에 우회되었으며, 오하이오주에서 수질 문제만을 위해 이루어진 최초의 댐 개조 프로젝트였다. 이 개조는 강이 지정된 오하이오 수질 기준을 완전히 충족시키는 결과를 가져왔다.

## 목록

### 다른 이름
미국 지질조사국 지명 정보 시스템에 따르면, 쿠야호가강은 다음과 같은 이름으로도 알려져 있다.
- Cajahage River
- Cayagaga River
- Cayahoga River
- Cayhahoga River
- Cayohoga River
- Cujahaga River
- Cuyohaga River
- Gichawaga Creek
- Goyahague River
- Gwahago River
- River de Saguin
- Rivière Blanche
- Rivière à Seguin
- Saguin River
- Yashahia
- Cayahaga River
- Cayanhoga River
- Cayhoga River
- Coyahoga River
- Cuahoga River
- Guyahoga River
- Gwahoga River
- Kiahagoh River

"화이트 강"이라는 이름도 사용되었다.

### 댐
| 강 마일 | 좌표                                                              | 고도               | 지역            | 카운티 | 설명 |
| ------- | ----------------------------------------------------------------- | ------------------ | --------------- | ------ | --- |
| 20.71   | 북위 41° 19′ 15″ 서경 81° 35′ 15″ / 북위 41.32083° 서경 81.58750° |                    |                 |        | 오하이오-이리 운하 도수로 댐, 1825–1827년 건설 SR 82 치페와 로드-웨스트 오로라 로드 교량 상류, 스테이션 로드-브리들 트레일 교량 하류 |
| 45.8    | 북위 41° 07′ 23″ 서경 81° 29′ 50″ / 북위 41.12306° 서경 81.49722° | 840 피트 (260 m)   |                 | 서밋   | 고지 메트로폴리탄 공원 댐, 1912년 건설, SR 8 노스 메인 스트리트-스테이트 로드 교량 상류, SR 59 프론트 스트리트 교량 하류             |
| 49.9    | 북위 41° 08′ 14″ 서경 81° 28′ 53″ / 북위 41.13722° 서경 81.48139° | 1,007 피트 (307 m) | 카이어호가폴스  | 서밋   | 카이어호가폴스 저두 댐, 포티지 트레일 교량 상류, SR 8/SR 59 교량 하류                                                                |
| 54.8    | 북위 41° 9′ 12″ 서경 81° 21′ 35″ / 북위 41.15333° 서경 81.35972°  |                    | 켄트            | 포티지 | 켄트 댐, SR 59/SR 43 Haymaker Parkway 교량 상류, 웨스트 메인 스트리트 교량 바로 하류                                                 |
| 57.97   | 북위 41° 10′ 58″ 서경 81° 19′ 51″ / 북위 41.18278° 서경 81.33083° | 1,063 피트 (324 m) | 프랭클린 타운십 | 포티지 | 레이크 록웰 댐, 라베나 로드 교량 상류, SR 14 클리블랜드-이스트 리버풀 로드 교량 하류                                                 |

### 지류
일반적으로 강은 개울보다 크고, 개울은 작은 강보다 크며, 작은 강은 물줄기보다 크다.
물줄기는 비가 오거나 온 후에만 물이 흐르고, 이때 갑작스러운 홍수가 발생하여 급류가 될 수 있다.
기본값은 하구에서 상류로의 표준 순서이다.
| 강 마일    | 좌표                                                              | 고도               | 지류                              | 자치체                    | 카운티                     | 설명                                                                               |
| ---------- | ----------------------------------------------------------------- | ------------------ | --------------------------------- | ------------------------- | -------------------------- | ---------------------------------------------------------------------------------- |
|            | 북위 41° 29′ 32″ 서경 81° 42′ 53″ / 북위 41.49222° 서경 81.71472° | 577 피트 (176 m)   | Old River (Cuyahoga River)        | 클리블랜드                | 쿠야호가군                 | 디비전 애비뉴/리버 로드 근처                                                       |
| 4.46       | 북위 41° 28′ 52″ 서경 81° 40′ 36″ / 북위 41.48111° 서경 81.67667° | 581 피트 (177 m)   | Kingsbury Run (Cuyahoga River)    |                           | 쿠야호가군                 | 인디펜던스 로드와 록펠러 애비뉴 근처                                               |
| 5.05       | 북위 41° 28′ 10″ 서경 81° 40′ 10″ / 북위 41.46944° 서경 81.66944° | 581 피트 (177 m)   | Morgan Run (Cuyahoga River)       |                           | 쿠야호가군                 | 인디펜던스 로드와 퍼싱 애비뉴 근처                                                 |
| 5.29–5.4   | 북위 41° 27′ 50″ 서경 81° 40′ 45″ / 북위 41.46389° 서경 81.67917° | 577 피트 (176 m)   | Burk Branch (Cuyahoga River)      |                           | 쿠야호가군                 | CW 철강 공장 근처                                                                  |
| 7.2        | 북위 41° 26′ 45″ 서경 81° 41′ 9″ / 북위 41.44583° 서경 81.68583°  | 577 피트 (176 m)   | Big Creek (Cuyahoga River)        |                           | 쿠야호가군                 | 제닝스 로드, 하버드 애비뉴, 밸리 로드 근처                                         |
| 10.84–11.4 | 북위 41° 25′ 00″ 서경 81° 38′ 47″ / 북위 41.41667° 서경 81.64639° | 591 피트 (180 m)   | West Creek (Cuyahoga River)       |                           | 쿠야호가군                 | SR-17 그레인저 로드, 밸리 벨트 로드, I-77 근처                                     |
| 11.4       | 북위 41° 24′ 57″ 서경 81° 38′ 22″ / 북위 41.41583° 서경 81.63944° | 587 피트 (179 m)   | Mill Creek (Cuyahoga River)       |                           | 쿠야호가군                 | 캐널 로드와 워너 로드 근처                                                         |
| 16.36      | 북위 41° 21′ 54″ 서경 81° 36′ 35″ / 북위 41.36500° 서경 81.60972° | 610 피트 (190 m)   | Tinkers Creek (Cuyahoga River)    |                           | 쿠야호가군, 서밋 및 포티지 | 캐널 로드와 팅커스 크리크 로드 근처                                                |
| 18.08      |                                                                   | 0 피트 (0 m)       | Willow Lake에서                   |                           |                            |                                                                                    |
| 20.88      | 북위 41° 19′ 7″ 서경 81° 35′ 13″ / 북위 41.31861° 서경 81.58694°  | 627 피트 (191 m)   | Chippewa Creek (Cuyahoga River)   |                           | 쿠야호가군 및 서밋         | 치페와 크리크 드라이브와 리버뷰 로드 근처                                          |
| 24.16      | 북위 41° 17′ 10″ 서경 81° 33′ 50″ / 북위 41.28611° 서경 81.56389° | 636 피트 (194 m)   | Brandywine Creek (Cuyahoga River) |                           | 서밋                       | 하이랜드 로드 근처                                                                 |
| 25.72      | 북위 41° 16′ 25″ 서경 81° 33′ 51″ / 북위 41.27361° 서경 81.56417° | 646 피트 (197 m)   | Stanford Run                      |                           | 서밋                       | 스탠포드 로드 근처                                                                 |
|            | 북위 41° 15′ 42″ 서경 81° 33′ 29″ / 북위 41.26167° 서경 81.55806° | 650 피트 (200 m)   | Grannys Run (Cuyahoga River)      |                           | 서밋                       | 보스턴 밀스 로드와 리버뷰 로드 근처                                                |
| 28.79      | 북위 41° 14′ 35″ 서경 81° 33′ 13″ / 북위 41.24306° 서경 81.55361° | 689 피트 (210 m)   | Slipper Run                       |                           | 서밋                       | SR-303 메인 스트리트/웨스트 스트리츠보로 로드와 리버뷰 로드 근처                   |
| 28.98      | 북위 41° 14′ 34″ 서경 81° 32′ 59″ / 북위 41.24278° 서경 81.54972° | 676 피트 (206 m)   | Boston Run (Cuyahoga River)       |                           | 서밋                       | 이스트 밀 스트리트와 웨스트 밀 스트리트 근처                                       |
| 29.24      |                                                                   |                    | 페닌슐라 크리크                   |                           | 서밋                       |                                                                                    |
| 29.82      | 북위 41° 13′ 58″ 서경 81° 32′ 57″ / 북위 41.23278° 서경 81.54917° | 689 피트 (210 m)   | Haskell Run                       |                           | 서밋                       | 애크런-페닌슐라 로드 근처                                                          |
| 30.26      | 북위 41° 13′ 42″ 서경 81° 32′ 59″ / 북위 41.22833° 서경 81.54972° | 692 피트 (211 m)   | Salt Run (Cuyahoga River)         |                           | 서밋                       | 애크런-페닌슐라 로드와 트럭셀 로드 근처                                            |
| 30.66      | 북위 41° 13′ 34″ 서경 81° 33′ 6″ / 북위 41.22611° 서경 81.55167°  | 699 피트 (213 m)   | Dickerson Run (Cuyahoga River)    |                           | 서밋                       | 근처                                                                               |
| 31.47      | 북위 41° 13′ 3″ 서경 81° 33′ 35″ / 북위 41.21750° 서경 81.55972°  | 699 피트 (213 m)   | Langes Run                        |                           | 서밋                       |                                                                                    |
| 32.3       | 북위 41° 12′ 30″ 서경 81° 33′ 46″ / 북위 41.20833° 서경 81.56278° | 709 피트 (216 m)   | Robinson Run (Cuyahoga River)     |                           | 서밋                       |                                                                                    |
| 33.08      | 북위 41° 12′ 10″ 서경 81° 34′ 11″ / 북위 41.20278° 서경 81.56972° | 709 피트 (216 m)   | Furnace Run (Cuyahoga River)      |                           | 서밋 및 쿠야호가군         |                                                                                    |
| 37.16      | 북위 41° 9′ 47″ 서경 81° 34′ 25″ / 북위 41.16306° 서경 81.57361°  | 728 피트 (222 m)   | Yellow Creek (Cuyahoga River)     |                           | 서밋 및 머디나             |                                                                                    |
| 37.26      | 북위 41° 9′ 42″ 서경 81° 34′ 25″ / 북위 41.16167° 서경 81.57361°  | 728 피트 (222 m)   | Woodward Creek (Cuyahoga River)   |                           | 서밋                       |                                                                                    |
| 39.12      | 북위 41° 8′ 24″ 서경 81° 33′ 37″ / 북위 41.14000° 서경 81.56028°  | 738 피트 (225 m)   | Sand Run (Cuyahoga River)         |                           | 서밋                       |                                                                                    |
| 39.78      | 북위 41° 8′ 17″ 서경 81° 33′ 5″ / 북위 41.13806° 서경 81.55139°   | 738 피트 (225 m)   | Mud Brook (Cuyahoga River)        |                           | 서밋                       |                                                                                    |
| 42.27      | 북위 41° 7′ 9″ 서경 81° 31′ 45″ / 북위 41.11917° 서경 81.52917°   | 758 피트 (231 m)   | Little Cuyahoga River             |                           | 서밋                       |                                                                                    |
| 52.1       | 북위 41° 8′ 26″ 서경 81° 23′ 56″ / 북위 41.14056° 서경 81.39889°  | 1,004 피트 (306 m) | Fish Creek (Cuyahoga River)       | 스토우                    | 서밋 및 포티지             | 마쉬 로드와 베르너 로드 사이의 노스 리버 로드 근처                                 |
| 53.7       | 북위 41° 8′ 32″ 서경 81° 22′ 24″ / 북위 41.14222° 서경 81.37333°  | 1,010 피트 (310 m) | Plum Creek (Cuyahoga River)       | 켄트                      | 포티지                     | 체리 스트리트와 모가도르 로드 근처                                                 |
| 56.8       | 북위 41° 10′ 13″ 서경 81° 20′ 17″ / 북위 41.17028° 서경 81.33806° | 1,027 피트 (313 m) | Breakneck Creek (Cuyahoga River)  | 켄트/프랭클린 타운십 경계 | 포티지                     | 리버 벤드 불러바드와 비치월드 드라이브 근처                                        |
| 57.6-57.97 |                                                                   |                    | 트윈 레이크스 아웃렛              |                           |                            |                                                                                    |
| 59.95      | 북위 41° 11′ 19″ 서경 81° 16′ 40″ / 북위 41.18861° 서경 81.27778° | 1,070 피트 (330 m) | Eckert Ditch (Cuyahoga River)     |                           | 포티지                     |                                                                                    |
| 63.45      | 북위 41° 14′ 9″ 서경 81° 18′ 46″ / 북위 41.23583° 서경 81.31278°  | 1,109 피트 (338 m) | Yoder Ditch                       |                           | 포티지                     |                                                                                    |
| 65.19      |                                                                   |                    | 볼링브룩, 포티지                  |                           |                            |                                                                                    |
| 66.33      | 북위 41° 14′ 31″ 서경 81° 15′ 36″ / 북위 41.24194° 서경 81.26000° | 1,096 피트 (334 m) | Harper Ditch (Cuyahoga River)     |                           | 포티지                     |                                                                                    |
| 76.64      | 북위 41° 16′ 55″ 서경 81° 8′ 31″ / 북위 41.28194° 서경 81.14194°  | 1,010 피트 (310 m) | Black Creek (Cuyahoga River)      |                           | 포티지                     | SR-700 Welshfield Limaville Road와 SR-254 Pioneer Trail 및 CR-224 Hankee Road 사이 |
| 79.15      | 북위 41° 22′ 35″ 서경 81° 9′ 4″ / 북위 41.37639° 서경 81.15111°   | 1,093 피트 (333 m) | Sawyer Brook (Cuyahoga River)     |                           | 지아거                     | 메인 마켓 로드 US-422와 클레리든 트로이 로드 근처                                  |
| 83.29      | 북위 41° 22′ 30″ 서경 81° 12′ 13″ / 북위 41.37500° 서경 81.20361° | 1,122 피트 (342 m) | Bridge Creek (Cuyahoga River)     |                           | 지아거                     |                                                                                    |
| 84.9       | 북위 41° 26′ 25″ 서경 81° 9′ 6″ / 북위 41.44028° 서경 81.15167°   | 1,093 피트 (333 m) | West Branch Cuyahoga River        |                           | 지아거                     |                                                                                    |
| 84.9       | 북위 41° 26′ 25″ 서경 81° 9′ 5″ / 북위 41.44028° 서경 81.15139°   | 1,093 피트 (333 m) | East Branch Cuyahoga River        |                           | 지아거                     |                                                                                    |

## 같이 보기
- List of crossings of the Cuyahoga River
- List of rivers of Ohio

## 내용주
1. ↑   오하이오-이리 운하 도수로 댐은 쿠야호가강 계곡 위 브렉스빌-노스필드 고가 교량 아래에 위치했다.
2. 1 2   RM은 "강 마일"을 나타내며, 연방 및 주 정부 기관이 수역을 따라 위치를 식별하는 데 사용하는 방법을 의미한다. 마일리지는 하류 종점(즉, 하구)에서 상류 방향으로의 선형 거리로 정의된다.
3. ↑   "중요성" 측면에서: Little Cuyahoga River 및 West Branch Cuyahoga River 문서, 그 다음 하구에서 상류로 가는 다른 개울들

### 일반 참고 자료
- “Lower Cuyahoga River Watershed TMDLs, Appendix D. Aquatic Life Use Attainment Status for Stations Sampled in the Cuyahoga River Basin July–September, 1999–2000” (PDF). Ohio EPA. September 12, 2008에 원본 문서 (PDF)에서 보존된 문서.
- Keren, Phil (2004). “Removal could be in dam's future”. Cuyahoga Falls News-Press.[깨진 링크(과거 내용 찾기)]
- Keren, Phil (2005). “Change proposed for Gorge Dam”. Cuyahoga Falls News-Press.[깨진 링크(과거 내용 찾기)]
- Passell, Lauren (2005). “Metro Parks discuss future of Gorge Dam”. Cuyahoga Falls News-Press.[깨진 링크(과거 내용 찾기)]
- Akron Beacon Journal Editorial (2005). All Wet. Retrieved July 29, 2005.
- AP / Cleveland Plain Dealer. Dam removal to return Cuyahoga to natural, free-flowing state[깨진 링크(과거 내용 찾기)]. Posted September 29, 2005; retrieved October 6, 2005.
- Kuehner, John C (March  2, 2006). “Hydroelectric project has upstream battle”. Cleveland Plain Dealer. August 22, 2007에 원본 문서에서 보존된 문서.
- Potter, Mark R (June  3, 2007). “Still no Gorge park access for company”. Cuyahoga Falls News-Press. August 19, 2007에 원본 문서에서 보존된 문서.